# Der Kindermord
Der Kindermord ist ein deutscher Fernsehfilm von Bernd Böhlich aus dem Jahr 1997.

## Handlung
Am Stadtrand von Berlin werden die zwei Kinder Jeanine und Steffen vermisst. Nach einem längeren großen Suchkommando der Polizei werden die gesuchten Kinder in einem Gebüsch kaltblütig ermordet aufgefunden. Die polizeilichen Ermittlungen führen zu den Eltern. Andreas Menzel, der Vater der Kinder, ist alkohol- und tablettenabhängig und leidet unter starken Wahnvorstellungen. Seine Ehefrau Katrin wollte sich wegen dieser Umstände von ihrem Mann trennen und das alleinige Sorgerecht für die gemeinsamen Kinder erwirken. Doch auch sie war nicht voll und ganz für ihre Kinder da. Sie hat ein heimliches Verhältnis zu dem britischen Soldaten Phil Bucks.

## Hintergrund
Der Kindermord entstand in Anlehnung an den Mord an Melanie und Karola Weimar für den ihre Mutter Monika Weimar verurteilt wurde. Er wurde von der Ziegler Film für RTL II produziert. Eduard Krajewski wurde in der Kategorie „Bestes Szenenbild“ mit dem Goldenen Löwen nominiert.

## Kritik
Die Kritiker der Fernsehzeitschrift TV Spielfilm zeigten für die „beklemmende Milieustudie“ mit dem Daumen nach oben, vergaben für Anspruch, Spannung und Erotik je zwei von drei möglichen Punkten und gaben zur Begründung: „Deutschland privat fiktiv und doch so wahr“.